# Fortjensttegnet for god tjeneste i Forsvarets Reserve
Fortjensttegnet for god tjeneste i Forsvarets Reserve er et fortjensttegn i det danske Forsvar. Medaljen blev indstiftet den 16. april 1978. Medaljen kan tildeles personer i reserven der i alt har stået til rådighed for Forsvaret i 25 år, inklusiv en eventuel tid som aktiv i Forsvaret. I de 25 år skal der desuden være en sammenhængende periode på mindst otte år hvor man har stået til rådighed. Et kriterium er desuden at man igennem god tjeneste i reserven og god vandel i sit private liv kan gøre sig værdig til at bære fortjensttegnet.
Den runde medalje er lavet af sølv og er på forsiden præget med Dronning Margrethe 2.s navnetræk og påskriften "16. april 1978" og "For god tjeneste". Bagsiden er præget med "25 år" i en egeløvskrans. Medaljen er ophængt i et rødt krydsbånd med to smalle hvide striber på midten.

## Nævneværdige modtagere
Der har været mange modtagere af dette fortjensttegn, hvilket vidner om en lang og særdeles flot indsats ved siden af modtagerens normale job. Churchill brugte begrebet "twice a citizen" som oversat kan betyde en dobbelt borger. Det er denne indsats fortjensttegnet belønner og anerkender efter 25 og 40 år.
En af de første modtagere af 40 års fortjensttegnet var chefsergent Poul Erik Sørensen, Flyvevåbnets Specialist Reserve.

## Eksterne links
- retsinformation.dk:Kundgørelse for Forsvaret. Cirkulære om tildeling af fortjensttegnet for god tjeneste i forsvarets reserve Arkiveret 17. maj 2014 hos  Wayback Machine
- Forsvaret.dk: Forsvarets medaljer Arkiveret 25. september 2012 hos  Wayback Machine